# Сэнд-Хилл-роуд
Сэнд-Хилл-роуд (англ. Sand Hill Road) — улица в городе Менло-Парк, Калифорния, на которой расположено множество компаний венчурного капитала. Улица проходит между шоссе Камино реаль и I-280. Рядом с Сэнд-Хилл-роуд находится Стэнфордский университет и Национальная ускорительная лаборатория SLAC.
В течение нескольких лет, во время бума доткомов в конце 1990-х, коммерческая недвижимость на Сэнд Хилл Роуд была дороже, чем где-либо ещё в мире — годовая арендная плата в районе достигала 1550 доллара США за квадратный метр,. На тот момент это было дороже, чем в аренда в деловых кварталах Нью-Йорка и Лондона.

## Компании венчурного капитала
Некоторые компании венчурного капитала, располагающиеся на Сэнд-Хилл-роуд:
- 5AM Ventures[3]
- Lightspeed Venture Partners[4]
- The Westly Group[5]
- Greylock Partners[6]